# 丁皋
丁皋（？—1761年），字鶴洲（或字鶴舟），江蘇丹陽人，居江蘇甘泉（今揚州）。清代傳真畫家。

## 生平
工於山水人物，尤擅人物畫，存世作品有《桐華盦主三十六歲小像》。作《寫真秘訣》，立“渾元一圈”之法，於人物畫理論有創見。清代有蔣驥著《傳神秘要》、沈宗騫《芥舟學畫編》有“傳神”一卷，加上丁皋的《寫真秘訣》，合稱清代“傳神三論”。

## 家族
出身於繪畫世家，曾祖丁雨辰、祖父丁依侯、父丁思銘等均擅長人形寫真（傳真）。